# Kate Bolick
Kate Bolick (nacida en 1972) vive en Brooklyn y es la autora del best seller de New York Times Solterona: la construcción de una vida propia. Contribuye también como editora de The Atlantic, y es presentadora de "Touchstones at the Mount," una serie de entrevistas literarias que tiene lugar anualmente en la Casa de Edith Wharton en Berkshires.

## Carrera
Kate Bolick es conocida principalmente como la autora del best seller, Solterona: la construcción de una vida propia. Además de su trabajo con The Atlantic, Bolick escribe para Elle, Cosmopolitan, Vogue, The New York Times, y The Wall Street Journal, entre otras publicaciones. Anteriormente, Bolick fue editora ejecutiva de Domino, así como columnista para la sección de Ideas de The Boston Globe.
Bolick también aparece en The Today Show, CBS Sunday Morning, CNN, Fox News, MSNBC, y programas de radio NPR en diversos lugares del país.

### Solterona: la construcción de una vida propia
En su libro, de 2015, Bolick pregunta y contesta a una pregunta que se hacen frecuentemente las mujeres modernas: "¿Cómo se mueve por la vida una mujer sola?" Solterona explora las posibilidades y placeres de vida sola. Utilizando su vida propia como punto de partida, Kate Bolick invita a los lectores a su vida, cuidadosamente considerada y vivida apasionadamente para entender por qué ella (al igual que más de 100 millones de mujeres americanas) aún no se ha casado.
Solterona... "presenta un viaje peculiar a través de la exploración que Bolick ha realizado durante décadas en torno a como vivir independientemente, aportando claves para de un conjunto de mujeres no tradicionales."
“Un libro amable, inteligente. Bolick hace minibiografías de cada una de sus cinco mujeres que tuvieron un despertar y su relato en la página es ameno para las lectoras–quizás se convierta ella misma en una mujer que ha despertado para una generación nueva.” -Time